# Jorge Yarur Banna
Jorge Yarur Banna (Arequipa, 24 de diciembre de 1918-Santiago, 17 de octubre de 1991) fue un abogado y empresario peruano-chileno, presidente de la Asociación de Bancos e Instituciones Financieras (ABIF) de su país en dos ocasiones, así como del Banco de Crédito e Inversiones (Bci).

## Biografía
Nació como el segundo hijo del inmigrante palestino Juan Yarur Lolas y de Olombí Banna Alak. Su hermano mayor era Carlos (1912-2003) y el menor, Amador (1920-2006). Realizó sus primeros estudios en Bolivia, donde vivían sus padres, y una vez radicado en Santiago, en 1934, se incorporó al Instituto Inglés, donde finalizó su enseñanza secundaria.
Después de titularse como abogado en la Universidad de Chile, ejerció su profesión y, paralelamente, se proyectó al plano empresarial, donde su familia ya se destacaba.
Contrajo matrimonio con Raquel Bascuñán Cugnoni (fallecida en 1996) en febrero de 1958 tras una relación de trece años. Tres años después nació su único hijo, Jorge. Este último, inspirado por la tradición textil de su familia, inició en 1999 un ambicioso proyecto cultural: la creación del Museo de la Moda de Santiago.

## Vida laboral
A los 25 años ingresó a trabajar en Yarur, Manufacturas Chilenas de Algodón (Yarur S.A.). Carlos, ya en América, fue en una primera etapa el brazo derecho de Juan Yarur Lolas. Sin embargo, por razones familiares, optó por alejarse durante largos años de Santiago para dedicarse a negocios propios.
En 1953 fue nombrado gerente general del Bci, en ese momento presidido por su padre. Al año siguiente, tras la muerte de este en el marco de un accidente automovilístico, asumió esta última responsabilidad, además de la de presidente de la textil Yarur S.A..
Como su máximo timonel el Bci anotaría una fuerte expansión, proceso que llegó abruptamente a su fin tras la intervención decretada por el gobierno socialista de la Unidad Popular (UP) a comienzos de la década de 1970. Recuperó la administración del banco en agosto de 1975, casi dos años después del golpe de Estado liderado por el general Augusto Pinochet. En paralelo, la UP expropió la industria textil. A raíz de esto, Yarur Banna fue un acérrimo opositor al presidente Salvador Allende.
Falleció en 1991 víctima de una embolia cerebral luego de dar una conferencia de prensa en un hotel de Santiago, en que anunció la recompra total de la cartera vendida al Banco Central en el marco de la severa crisis financiera de comienzos de los años 1980, y de participar en la casa matriz del banco de una celebración con trabajadores y clientes.
De acuerdo a lo que contó en una entrevista con Diario Financiero el sobrino y presidente del BCI, Luis Enrique Yarur, en su último discurso Jorge Yarur señaló: 

Queridos amigos, clientes y colaboradores ¡lo logramos! Todos juntos. No se trató solamente de proyecciones y estudios para completar un ciclo. Era una tarea, un desafío. Esta es una oportunidad para agradecer a todos los clientes su confianza, y para agradecer a todos los colaboradores y ejecutivos por su espíritu y ánimo para lograr lo que hoy celebramos. En un momento se tendió la mano a todos los bancos. Era necesario terminar con los compromisos. Había que pagar y pagamos. El 100 % de la deuda que el banco tenía con el Banco Central producto de la crisis de principios de los 80. Bueno, hemos trabajado y lo hemos conseguido. Dejo al banco más sólido y confiable que nunca.

El aplauso fue cálido. Don Jorge se demoró en bajar. Aferrado al pódium, se le doblaron las rodillas y en medio de la consternación general fue trasladado a una clínica donde horas más tarde murió, después de 37 años de sólida dirección del Bci.